# 190年代
190年代（ひゃくきゅうじゅうねんだい）は、西暦（ユリウス暦）190年から199年までの10年間を指す十年紀。

## できごと

### 192年
- コンモドゥスが暗殺される。
- ローマ内戦。

### 197年
- ルグドゥヌムの戦い。セプティミウス・セウェルスがクロディウス・アルビヌスを破ったことにより、ローマ内戦が終結した。

## 死去
- 孫堅 : 呉の武将
- 呂布 : 後漢の武将
- コンモドゥス : ローマ皇帝

## 人物
- セプティミウス・セウェルス : ローマ皇帝